# دوره جنگسالاران

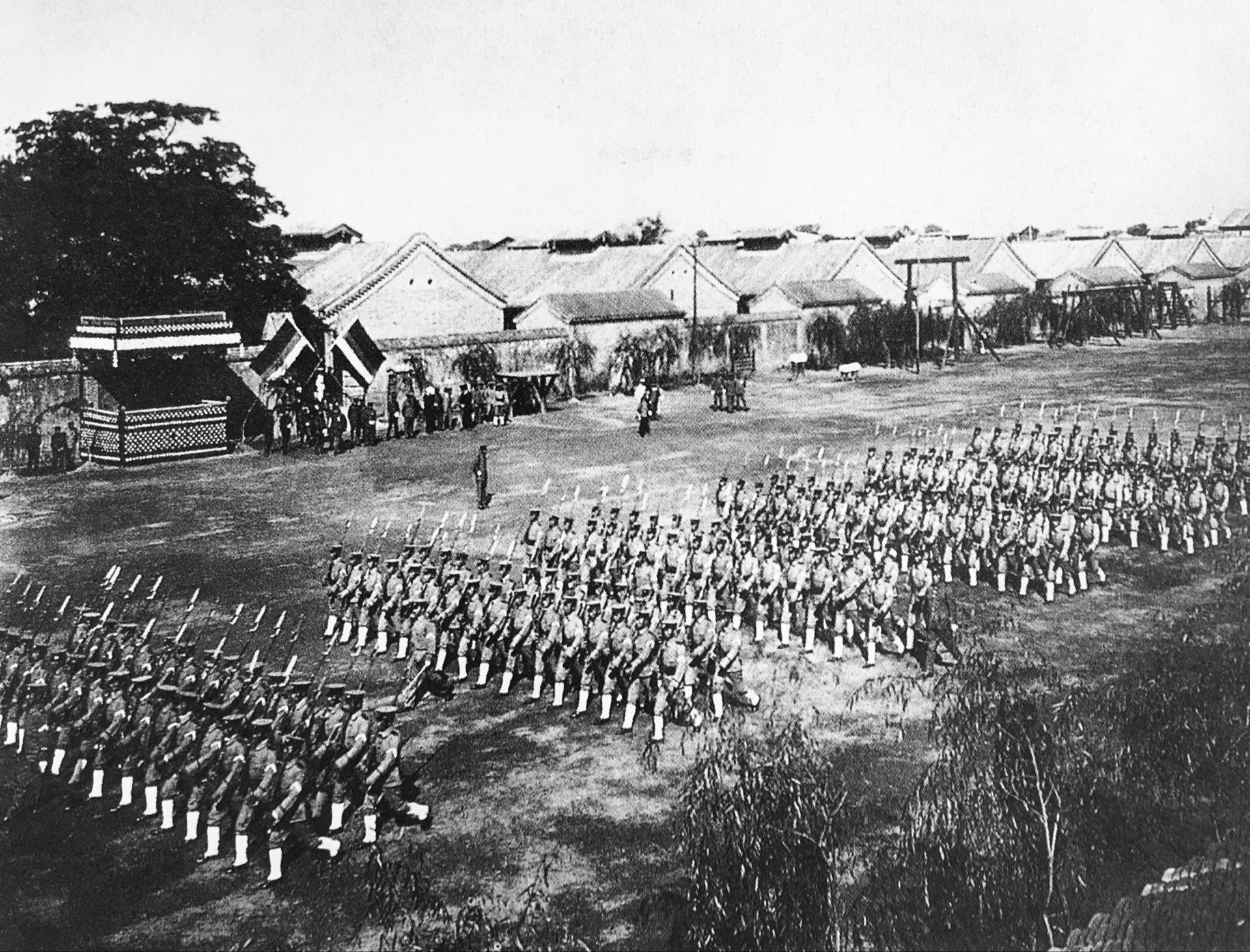
نمایی از سربازان سربازان ارتش بیانگ در حال آموزش

دوره جنگسالاران (نویسه‌های چینی ساده‌شده: 军阀时代) به بازهٔ زمانی ۱۹۱۶ تا ۱۹۲۸ گفته می‌شود که کنترل کشور چین به صورت بخش بخش به دست جنگ‌سالاران ارتش بیانگ افتاده بود. جنگسالاران حکومت خود را در سرزمین اصلی چین شامل سیچوآن، شانشی، چینگهای، نینگ‌شیا، گوانگ‌دونگ، گوانگشی، گانسو سین‌کیانگ و یون‌نان گسترش داده بودند.
برپایهٔ داده‌های تاریخ‌نگاری این دوره از مرگ یوآن شیکای آغاز شد و تا ۱۹۲۸ ادامه داشت. با این حال برخی جنگسالاران تأثیر خود را در دهه‌های ۱۹۳۰ و ۱۹۴۰ ادامه دادند و این دخالت‌های آنها باعث ایجاد مشکلاتی در هنگام جنگ دوم چین و ژاپن شد. بیش از یک میلیون سرباز در جریان درگیری‌های جنگسالاران درگیر بودند.

## ریشه
ریشه‌های قدرت ارتشی‌ها و رهبران شان در سیاست به پس از ۱۹۱۲ و تغییراتی که در اواخر دودمان چینگ رخ داد بازمی‌گردد. در جریان شورش تایپینگ (۱۸۵۰–۶۴)، استانداران محلی اجازه داشتند تا ارتش خود را داشته باشند تا در برابر شورش‌ها مقاومت کنند بسیاری از این نیروها پس از پایان شورش‌ها اسلحهٔ خود را زمین نگذاشتند مانند ارتش هوآی.
در این ارتش‌ها، پیوندهای عمیق دوستی و خانوادگی میان افراد بود، رفتار محترمانه میان سربازان بود و افسران هرگز تغییر نمی‌کردند، سربازان هم همگی توسط مقام بالاتر دستچین می‌شدند، به همین ترتیب افسران نیز توسط ژنرال‌ها دستچین می‌شدند درنتیجه روابط عمیقی میان بالادستی و پایین دستی وجود داشت. این روابط خلاف استاندارد سبز بود.
این گونه آرایش نظامی باعث تشکیل ارتش ملی نمی‌شد، افراد تنها به بالادستی خود وفادار بودند و نسبت به استان و منطقهٔ خود احساس مسئولیت می‌کردند؛ در این میان ارتش بیانگ زیر نظر یوآن شیکای از همه منظم تر و از نظر سلاح، نیرومندتر بود.
انقلاب شین‌های در ۱۹۱۱ باعث ایجاد طغیان‌های گسترده در جنوب چین شد، در ۱۹۱۱ انقلاب با قیام ووچانگ آغاز شد سربازانی که به چینگ وفادار بودند از مخالفان شکست خوردند؛ نیروهای انقلابی در نانجینگ به رهبری سون یات سن، دولت تشکیل دادند؛ او کسی بود که از یک دورهٔ تبعید طولانی بازگشت تا رهبر دولت تازه شود. اما روشن بود که انقلابیون در برابر ارتش بیانگ به اندازهٔ کافی قوی نبودند آنها به جنگ ادامه دادند با آنکه می‌دانستند شکست می‌خورند. در مقابل سون یات سن با فرماندهٔ بیانگ، یوآن شیکای مذاکره کرد و پیشنهاد داد که حکومت چینگ پایان یابد و چین دوباره یکپارچه شود در مقابل سون، از ریاست جمهوری کنار خواهد کشید و یوآن را به جای خودش توصیه خواهد کرد. یوآن نپذیرفت تا به نانجینگ رود و ترجیح داد تا در پکن که مقر نیروهایش است بماند.
در ۱۹۱۳ در واکنش به اقتدارگرایی یوآن، استان‌های جنوبی شورش کردند اما نیروهای بیانگ آنها را شکست دادند و دولتمردان عادی را با نظامیان جایگزین کرد. در دسامبر ۱۹۱۵ یوآن آشکارا خود را شاه چین نامید و دودمان جدیدی را حاکم کرد. استان‌های جنوبی دوباره شورش کردند و نبرد حفاظت ملی صورت گرفت در این نبرد شرایط بسیار جدی تر بود چون بیشتر فرماندهان بیانگ حکومت پادشاهی را نپذیرفتند. یوآن تلاش کرد تا فرماندهانش را گرد خود جمع کند اما با مرگ او در ۱۹۱۶، چین از نظر سیاسی در هم شکست.

## روش جنگسالاران
به گفتهٔ دانشمند آمریکایی علوم سیاسی، لوشن پای، «جنگسالاران به شدت بدگمان بودند، خیلی سریع واکنش نشان می‌دادند که نکند منویات آنها خدشه دار شود، هرگز درگیر سنگدل، به دنبال راه حل‌های کوتاه مدت بودند و ذهن شان در برابر ایده‌های بلندپروازانه نفوذناپذیر بود.»
آنها پیشینهٔ کاملاً نظامی دارند و نسبت به سربازان و ژنرال‌ها به شدت بی رحم اند. یک دیپلمات در سیچوآن نقل کرده‌است که خود شاهد بوده که دو تن که سرکشی کرده بودند یکی در ملأ عام بدنشان تکه‌تکه شد و قلب و کبدشان آویخته شد و دیگری جلوی چشم همه زنده زنده سوزانده شد. دیگران هم بر روی بدنشان بریدگی‌هایی ایجاد می‌کردند و شمع روشن بر روی آنها می‌گذاشتند و بعد تکه‌تکه‌شان می‌کردند.
جنگسالاران بر وفاداری بسیار تأکید می‌کردند با این حال زیردستان زیادی به آنها در ازای پول خیانت می‌کردند که به این پول «گلولهٔ نقره ای» گفته می‌شد؛ جنگسالاران هم اکثراً به همپیمانان خود خیانت می‌کردند. در نظام آنها پیشرفت شغلی مطرح نبود بلکه جنگسالاران حلقه ای از دوستان و خانواده را به دور خود جمع می‌کردند.
جنگسالاران از منابع مالی برخوردار نبودند و برای تأمین خود تلاش می‌کردند قلمرو خود را گسترش دهند اما هیچ‌یک از آنها توان اشغال کل چین را نداشت.